# Samozatopienie floty niemieckiej w Scapa Flow
Samozatopienie floty niemieckiej w Scapa Flow – akcja zatopienia własnych okrętów, podjęta 21 czerwca 1919 roku przez oficerów i marynarzy niemieckiej Hochseeflotte na rozkaz swojego dowódcy, admirała Ludwiga von Reutera. Samozatopienie floty miało na celu zapobieżenie przejęciu internowanych na kotwicowisku w Scapa Flow jednostek przez zwycięskie państwa Ententy.

## Zakończenie I wojny światowej i internowanie okrętów Hochseeflotte
W październiku 1918 roku Cesarstwo Niemieckie znalazło się w bardzo trudnej sytuacji. Zwycięska ofensywa Ententy, wycofywanie się z działań wojennych kolejnych sprzymierzeńców oraz rewolucyjne wrzenie w samych Niemczech, spowodowały podjęcie przez nowego kanclerza, księcia Maksymiliana Badeńskiego, rozmów o zawieszeniu broni z aliantami. Naciskany przez kanclerza cesarz Wilhelm II zgodził się na wycofanie u-bootów z nieograniczonej wojny podwodnej, prowadzonej od 1 lutego 1917 roku. Reakcją dowodzącego od sierpnia 1918 roku Cesarską Marynarką Wojenną admirała Reinharda Scheera, nie wyrażającego (podobnie jak większość dowództwa armii i floty niemieckiej) zgody na zaprzestanie działań wojennych, było opracowanie planu decydującej bitwy morskiej z brytyjską Royal Navy. Miał go wykonać admirał Franz von Hipper z podległą mu Hochseeflotte.
Okręty admirała Hippera wyszły na redę bazy w Wilhelmshaven w nocy z 29 na 30 października 1918 roku. Jednak niemieccy marynarze nie zamierzali brać udziału w tej w zasadzie samobójczej misji. Już wcześniej agitowani przez socjalistów (pierwsze zaburzenia we flocie miały miejsce już latem 1917 roku) odmówili wykonywania rozkazów. Pierwsi uczynili to członkowie załóg pancerników SMS „Thüringen” i SMS „Helgoland”. W obliczu otwartej rewolty admirał Hipper nakazał okrętom powrót do portów w Wilhelmshaven i Kilonii. Masowe aresztowania wśród zbuntowanych marynarzy spowodowały rozprzestrzenienie się idei rewolucyjnej i wybuch rewolucji w Niemczech w pierwszych dniach listopada. Ostatecznie doprowadziło to do abdykacji cesarza i podpisania rozejmu w Compiègne, który wszedł w życie 11 listopada 1918 roku, kończąc działania wojenne I wojny światowej.
Na mocy tego traktatu okręty Kaiserliche Marine miały zostać rozbrojone i poddane kontroli sprzymierzonych. U-booty miały zostać wydane bez prawa do zwrotu, natomiast jednostki nawodne poddane internowaniu na czas trwania rozmów pokojowych. Prezydent Stanów Zjednoczonych Woodrow Wilson proponował przekazanie rozbrojonej floty niemieckiej pod nadzór któregoś z państw neutralnych, ale rządy zarówno Hiszpanii jak i Norwegii, które miały techniczne możliwości przyjęcia tak dużej liczby jednostek w swoich portach, odmówiły. W tej sytuacji aktualna stała się oferta brytyjska, wskazująca na kotwicowisko Royal Navy w Scapa Flow na Orkadach jako miejsce postoju internowanej Hochseeflotte. Dodać należy, że art. 31 traktatu rozejmowego zabraniał Niemcom niszczenia jakiegokolwiek sprzętu wojennego, w tym okrętów, do czasu ich wydania w ręce aliantów.
Negocjacje w sprawie szczegółów związanych z rozbrojeniem i internowaniem okrętów negocjował ze strony niemieckiej kontradmirał Hugo Meurer, który udał się w tym celu do Rosyth na pokładzie krążownika „Königsberg”, zaś ze strony sprzymierzonych admirał David Beatty, od 1916 roku głównodowodzący Grand Fleet. Podczas kilku spotkań na pokładzie brytyjskiego okrętu flagowego HMS „Queen Elizabeth” ustalono czas i miejsce spotkania obu flot, szyk zespołu niemieckiego oraz szczegółową listę okrętów podlegających internowaniu. Znajdowało się na niej dziesięć pancerników, sześć krążowników liniowych, osiem krążowników lekkich i 50 kontrtorpedowców. Skład ten uległ później niewielkim zmianom, wynikającym z niezdolności niektórych z okrętów do wyjścia w morze i ich dołączeniu w innym terminie lub zastąpieniu innymi. Brytyjczycy zażądali poddania się przez Niemców kontroli rozbrojenia w bazie w zatoce Firth of Forth oraz zagrozili, że w razie niedotrzymania terminu i uzgodnionych warunków, wysadzą desant na wyspie Helgoland i wybrzeżu niemieckim.
Przygotowania okrętów w bazach w Wilhelmshaven i Kilonii były utrudnione przez rewolucyjnie nastawione załogi, które nie dopuszczały oficerów na pokłady. Po negocjacjach udało się obsadzić okręty, jednak w sprawach wewnętrznych na jednostkach wciąż decydowały wybrane rady żołnierskie. Marynarze odmawiali również wykonywania szczególnie ciężkich prac, np. przy wyładunku amunicji. Ostatecznie jednak w wyznaczonym dniu, 19 listopada 1918 roku, zespół Hochseeflotte opuścił kotwicowisko u ujścia rzeki Jade. Okręty były pozbawione amunicji, zamków u dział, przyrządów celowniczych, miały paliwo wyłącznie na jeden rejs oraz zapasy żywności na 10 dni. Dowódcą zespołu został mianowany kontradmirał Ludwig von Reuter.

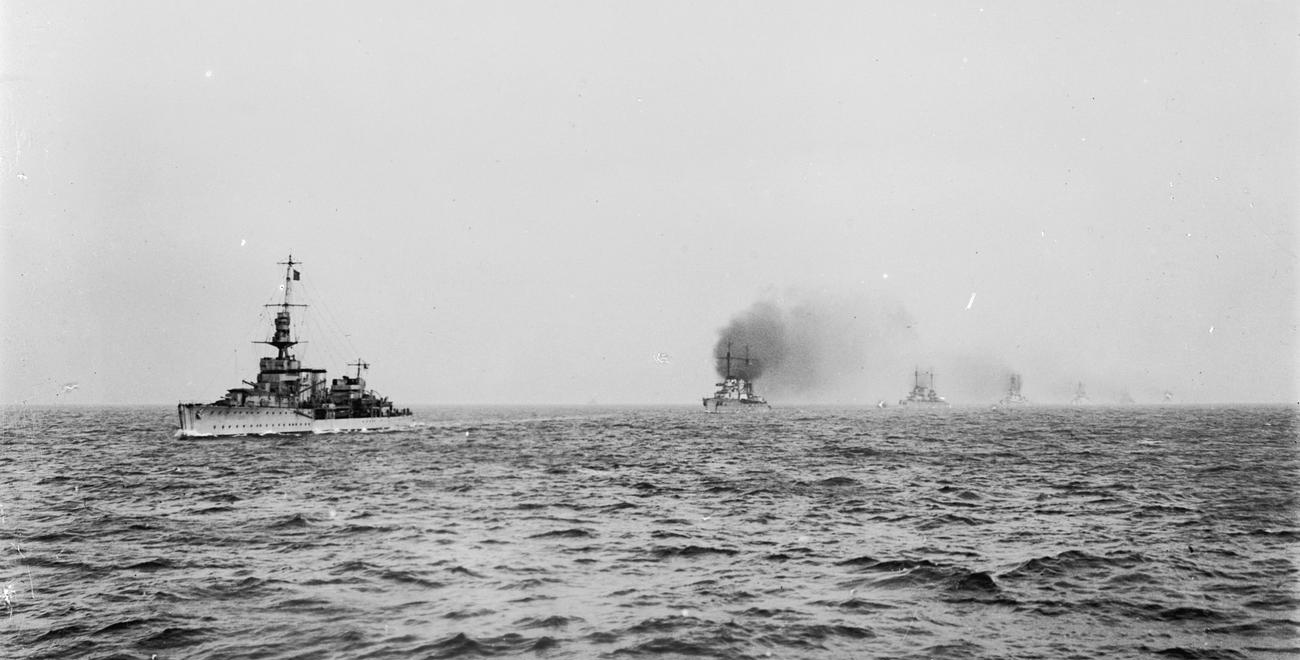
Okręty Hochseeflotte płynące w szyku torowym za HMS „Cardiff”

Niemieckie okręty, na żądanie marynarzy, wypłynęły w morze pod czerwonymi, rewolucyjnymi flagami, jednak podczas rejsu na Morzu Północnym zmieniono je na bandery cesarskie, argumentując, że czerwona flaga nie jest uznawana formalnie i jej wywieszenie mogłoby zostać uznane przez brytyjskich dowódców za pretekst do zniszczenia zespołu. W drodze zatonął na polu minowym jeden z niszczycieli, V 30 (jego miejsce zajął później V 129), zaś krążownik „Cöln” miał problemy z maszynami i część drogi przebył na holu.
Zespół niemiecki spotkał flotę brytyjską, wzmocnioną na tę okazję eskadrą pancerników US Navy i trzema okrętami Marine Nationale 21 listopada około godz. 9.30. Operacja ta otrzymała kryptonim ZZ. Jednostki alianckie płynąc w szyku torowym utworzyły dwie linie, pomiędzy które mieli wpłynąć Niemcy, prowadzeni przez krążownik HMS „Cardiff”. Na okrętach brytyjskich panowało podwyższone pogotowie bojowe. Jednakże do żadnego incydentu nie doszło i obie floty wpłynęły do Firth of Forth. Tam admirał Beatty nakazał opuszczenie bander cesarskich, bez prawa powtórnego ich podniesienia. Po przeprowadzeniu kontroli stanu rozbrojenia, w dniach od 25 do 27 listopada, wszystkie okręty zostały przebazowane do Scapa Flow. Z opóźnieniem dotarły tam ze stoczni remontowej w Niemczech pancernik „König” i krążownik „Dresden” w towarzystwie niszczyciela „V 129” (6 grudnia 1918 roku), i ostatni, 9 stycznia 1919 roku, pancernik „Baden”. Na miejsce kotwiczenia wybrano akwen pomiędzy wysepkami Fara i Cava.

## Pobyt na internowaniu

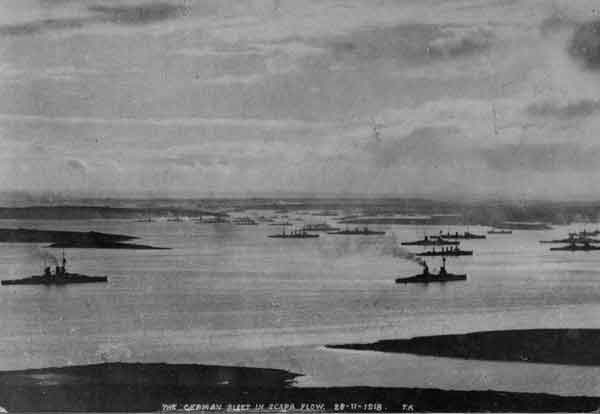
Internowane okręty stojące na kotwicach w Scapa Flow (28 listopada 1918)

Rozmieszczenie niemieckich okrętów w Scapa Flow

Ogółem na wszystkich internowanych okrętach pozostawiono około 4800 oficerów i marynarzy. Załogi miały zakaz kontaktowania się pomiędzy sobą, oraz, w obawie przed rozprzestrzenianiem idei rewolucyjnych, z marynarzami brytyjskimi. Pomiędzy zakotwiczonymi okrętami krążyły uzbrojone patrolowce. Jednostki pozbawione zostały radiostacji, całą żywność musiano sprowadzać z wciąż przeżywających trudności gospodarcze Niemiec. Internowanym brakowało również opieki medycznej, do ich dyspozycji był tylko jeden lekarz a Brytyjczycy nie chcieli się zajmować jeńcami, co powodowało, że ciężej chorzy musieli być odsyłani do kraju. Poczta była cenzurowana, a jedynym źródłem informacji pozostawały brytyjskie gazety, docierające z kilkudniowym opóźnieniem.
Admirał Reuter popłynął do Niemiec 13 grudnia 1918 roku, a po powrocie 21 stycznia 1919 roku zastał podległe mu okręty i ich załogi w stanie zupełnego braku dyscypliny. Rewolucyjnie nastawieni marynarze z jego własnego okrętu flagowego, pancernika „Friedrich der Große”, do tego stopnia dokuczyli przeżywającemu kłopoty zdrowotne dowódcy (m.in. hałasując nocami na stalowym dachu kajuty admiralskiej), że 25 marca przeniósł się na lekki krążownik „Emden”. Jego wpływ na podległe mu jednostki był bardzo ograniczony, ponieważ nie mógł bezpośrednio się z nimi kontaktować bez zgody Brytyjczyków, a wszelkie kontakty z krajem odbywały się przez radiostacje na okrętach Royal Navy.
W tym czasie rozpoczęła się w Paryżu konferencja pokojowa, na której miały zapaść postanowienia co do kształtu powojennych Niemiec i ich marynarki wojennej. Obrady były co prawda tajne, ale niedyskrecje ich uczestników powodowały, że prasa doskonale orientowała się w ich przebiegu. Z czasem zaznaczyły się znaczne rozbieżności między sojusznikami: Wielkiej Brytanii wystarczało pokonanie Niemiec, pozbawienie ich floty i kolonii, Francja żądała jak największego osłabienia wciąż silnego sąsiada. Zarówno Francuzi, jak i Włosi chcieli przejąć przynajmniej część niemieckich okrętów, Brytyjczycy w trosce o własne panowanie na morzu woleli ich zniszczenie.
O ile początkowo admirał Reuter liczył na możliwy powrót przynajmniej z częścią okrętów do Niemiec, to z upływem czasu coraz bardziej zdawał sobie sprawę, że podległe mu jednostki zostaną przejęte przez zwycięzców. 11 maja 1919 w oficjalnym stanowisku państwa Ententy zażądały wydania internowanej floty. Wobec tego jej głównodowodzący postanowił poddać się temu żądaniu wyłącznie na wyraźny rozkaz własnego rządu, zaś w innym wypadku postąpić w myśl rozkazu cesarza, mówiącego, że żaden niemiecki okręt nie może dostać się w ręce wroga. Ponieważ rząd Niemiec próbował w tym czasie zaoferować okręty na sprzedaż, co kłóciło się z pojęciem honoru niemieckiego oficera, admirał Reuter rozpoczął przygotowywanie rozkazu o samozatopieniu. Do tego celu jednak musiał pozbyć się z okrętów niepewnych marynarzy, których obecność mogła zniweczyć cały plan. Okazją do tego była kolejna redukcja załóg, przeprowadzona w dniach 17 i 18 czerwca 1919: po jej przeprowadzeniu obsada zespołu miała wynosić 1870 osób. W ten sposób na większości jednostek pozostali jedynie zaufani ludzie, zaś przy okazji wykorzystano brytyjski trawler, odbierający odsyłanych marynarzy, do rozwiezienia w tajemnicy rozkazów admirała dotyczących całej operacji. Rozkaz otrzymał oznaczenie kodowe paragraf 11 i przewidywał zatopienie okrętów w razie jakiejkolwiek próby opanowania ich siłą przez Brytyjczyków.

## Samozatopienie

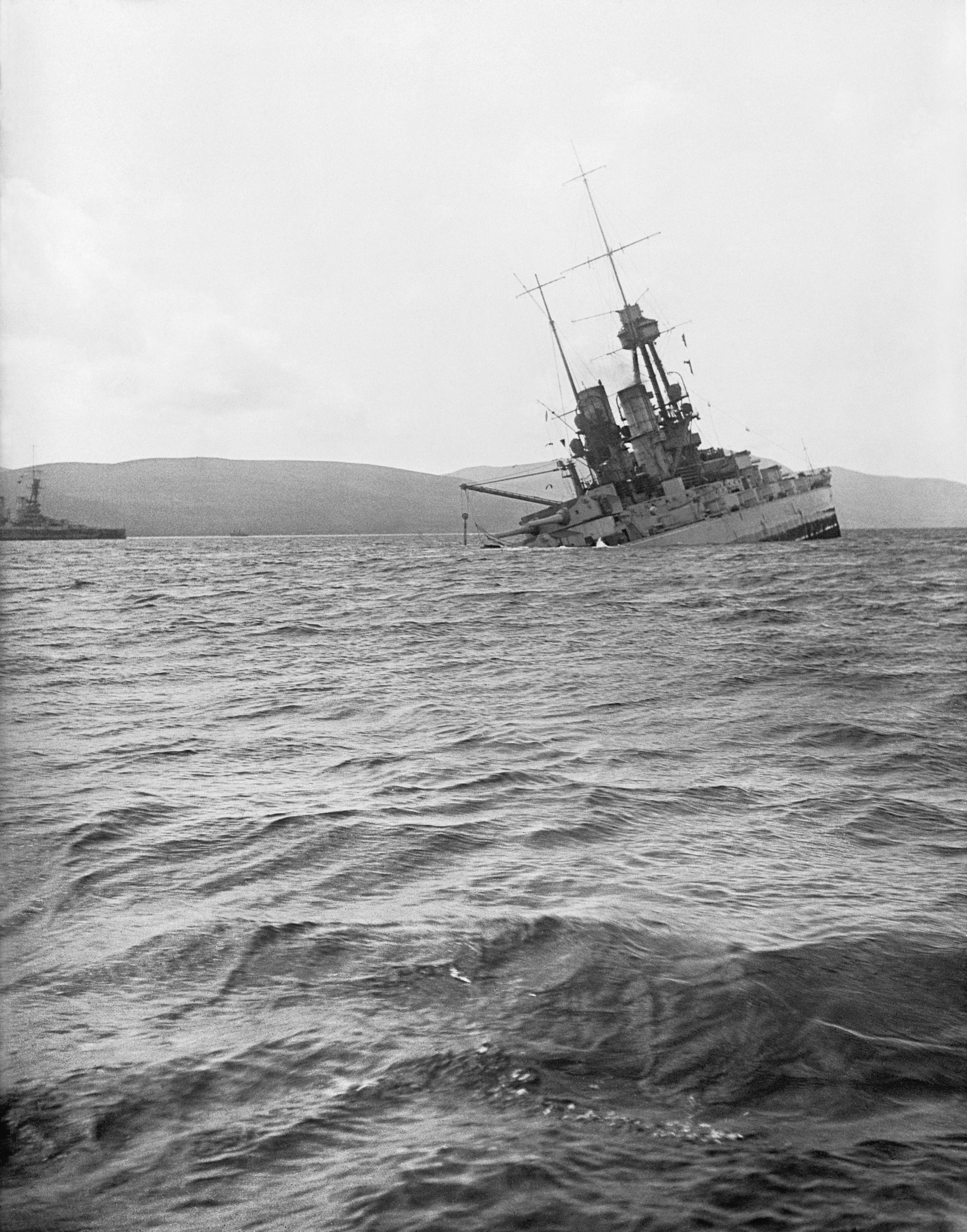
Tonący rufą pancernik „Bayern”

Termin wygaśnięcia zawieszenia broni upływał 21 czerwca 1919 roku i do tego dnia Niemcy mieli się zgodzić na warunki przedstawione im w Paryżu (później został przesunięty o 48 godzin, na południe 23 czerwca, ale nikt nie poinformował o tym dowódcy internowanej floty). Tego dnia admirał Reuter zaplanował wydanie ostatecznego rozkazu. Okolicznością sprzyjającą był fakt, że pilnująca internowanych okrętów 1. Eskadra Okrętów Liniowych pod dowództwem wiceadmirała sir Sydneya Fremantle rankiem 21 czerwca wypłynęła na dawno niewykonywane ćwiczenia na pełnym morzu. Na wodach Scapa Flow pozostały jedynie pełniące dozór niewielkie jednostki.

Flaga Z Międzynarodowego Kodu Sygnałowego

Około godziny 10.00 na maszt sygnałowy krążownika „Emden” zostały wciągnięte flagi kodu sygnałowego, nakazujące dowódcom oczekiwać kolejnych rozkazów. Około 11.20 na okręcie admiralskim pojawiła się flaga Z, wywieszana następnie przez kolejne jednostki. Oznaczała ona rozkaz: Paragraf 11: wykonać. Dowódca internowanej floty. Załogi wykonały rozkaz o samozatopieniu, otwierając i niszcząc zawory denne, zawory skraplaczy i wyloty podwodnych wyrzutni torpedowych. Schodząc z okrętów do łodzi ratunkowych marynarze pozostawiali za sobą otwarte drzwi w grodziach wodoszczelnych i iluminatory. Na internowanych jednostkach pojawiły się po raz ostatni, wbrew brytyjskim rozkazom, cesarskie bandery wojenne (rozkaz ten był już złamany wcześniej, 31 maja, w rocznicę bitwy na Skagerraku).
Brytyjczycy nie zwrócili początkowo uwagi ani na powtarzane sygnały, ani na zwiększony ruch na okrętach. Zaalarmowało ich dopiero około południa powolne tonięcie byłego okrętu flagowego, pancernika „Friedrich der Große”, który wkrótce potem przewrócił się na prawą burtę i zatonął. O 12.20 zawiadomiono admirała Freemantle, który w ciągu następnego kwadransa nakazał swojej eskadrze przerwanie ćwiczeń i powrót na pełnej prędkości do Scapa Flow, gdzie dotarł około 14.30..
Schodzący do łodzi niemieccy marynarze zostali w kilku przypadkach ostrzelani z karabinów maszynowych przez załogi patrolujących brytyjskich trawlerów, które chciały w ten sposób zmusić ich do powrotu na własne okręty. W wyniku ostrzału zginęło dziewięć osób, w tym dowódca pancernika „Markgraf”, zaś kilkanaście odniosło rany. Jednocześnie Brytyjczycy podjęli próby ratowania tonących jednostek i odholowania ich na mielizny. Udało im się to w przypadku kilku mniejszych jednostek: krążowników „Emden”, „Frankfurt” i „Nürnberg” (przy czym ten ostatni sam zerwał się z łańcuchów kotwicznych i zdryfował na płyciznę) oraz 18 kontrtorpedowców. Z dużych okrętów nie zatonął jedynie pancernik „Baden”. Ostatnie zatonęły pancernik „Markgraf” i o 17.00 krążownik liniowy „Hindenburg”, który jako jedyny osiadł na równej stępce z wystającymi z wody kominami i masztami. Nigdy wcześniej i nigdy potem jednego dnia nie zatopiono tak wielu okrętów.
Widząc kolejne tonące okręty, admirał Reuter rozkazał wreszcie zatopić także swój okręt flagowy, po czym udał się na ląd, by wymusić na dowódcach brytyjskich rozkaz wstrzymania ognia. Następnie powrócił na brzeg, a gdy w Scapa Flow pojawiły się ciężkie okręty admirała Freemantle, popłynął na HMS „Revenge”. Tam został oskarżony o złamanie warunków zawieszenia broni i akt piractwa, po czym aresztowany jako jeniec wojenny. Również marynarze niemieccy byli odtąd traktowani jako jeńcy wojenni i osadzeni w obozach jenieckich, skąd wyszli dopiero w styczniu 1920 roku.

## Konsekwencje
23 czerwca 1919 roku parlament niemiecki ostatecznie wyraził zgodę na podpisanie traktatu wersalskiego, które nastąpiło pięć dni później. Zwycięskie państwa podzieliły między sobą okręty dawnej Kaiserliche Marine, przy czym Wielkiej Brytanii wliczono wszystkie jednostki zatopione w Scapa Flow. Marynarze niemieccy zostali zwolnieni z obozów, dopiero gdy ostatni okręt został wydany sprzymierzonym. Powracający do Niemiec byli witani jak bohaterowie, Ludwig von Reuter (Admiralicja ostatecznie odstąpiła od postawienia go przed sądem) został awansowany do stopnia wiceadmirała.
Dla Wielkiej Brytanii zniszczenie okrętów niemieckich miało pozytywny efekt. Nie doszło do wzmocnienia konkurencyjnych flot Francji i Włoch, a marynarka Republiki Weimarskiej, ograniczona postanowieniami traktatu wersalskiego, nie stanowiła realnego zagrożenia. Specjaliści z Royal Navy jako jedyni przebadali rozwiązania techniczne najnowocześniejszego niemieckiego pancernika „Baden”, uratowanego od zatopienia i mogli porównać je ze swoimi jednostkami (według Brytyjczyków porównanie to wypadło na korzyść typu Revenge). Następnie „Baden” został wykorzystany jako okręt-cel.

## Wydobycie okrętów

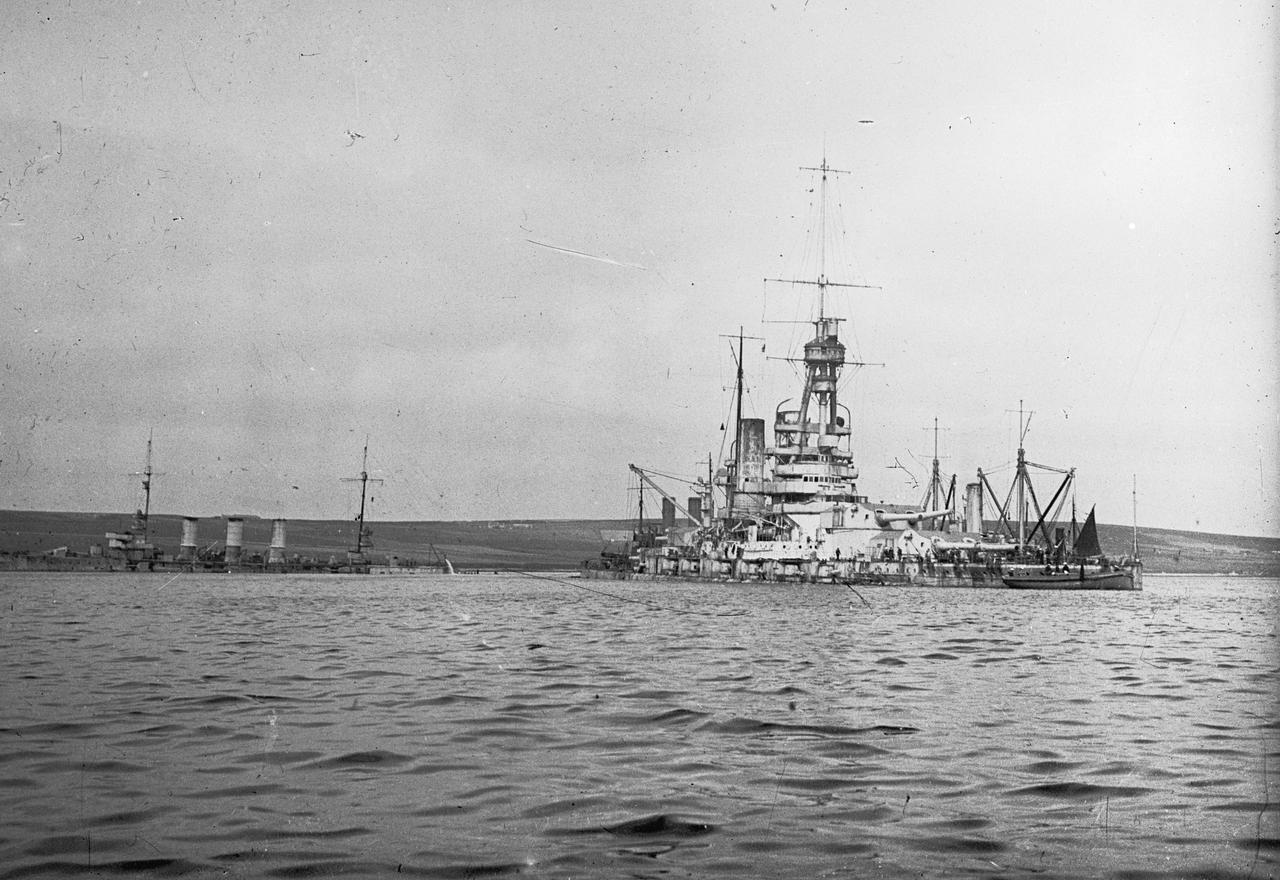
Wydobywanie osadzonego na płyciźnie pancernika „Baden”

Wydobywanie okrętów rozpoczęło się już w 1923 roku od niszczycieli. Zawiązana w tym celu spółka Scapa Flow Salvage & Shipbreaking podniosła z dna cztery jednostki. Kolejne przedsiębiorstwo, Cox & Danks, zakupiło od Admiralicji prawa do wydobycia 26 niszczycieli oraz większych okrętów. Po wydobyciu większości kontrtorpedowców, Cox skupił się na większych okrętach i w efekcie udało mu się wydobyć także dwa pancerniki, cztery krążowniki liniowe i krążownik lekki. Kolejną firmą, która odkupiła od Coxa prawa do eksploatacji wraków, była Alloa Shipbuilding Co., wkrótce przemianowana na Metal Industries. Zastosowała ona nową metodę, polegającą na pompowaniu do kadłubów sprężonego powietrza. Dzięki niej podniesiono z dna sześć kolejnych dużych okrętów. Wszelkie prace przy wydobyciu przerwał wybuch II wojny światowej. Pozostałe siedem wraków (oraz wieże działowe pancernika „Bayern”, które wypadły z podstaw, gdy ten przewrócił się do góry stępką) leży na dużej głębokości i ich wydobycie stało się nieopłacalne. W latach powojennych pozyskiwano z nich jedynie niewielkie ilości stali, która w związku z jej znikomą radioaktywnością jest wykorzystywana np. w licznikach Geigera, aparaturze medycznej i przy konstrukcji sond kosmicznych. Wraki zostały objęte ochroną w ramach Ancient Monuments and Archaeological Areas Act. Dozwolone jest nurkowanie do nich, ale chętni muszą każdorazowo uzyskać na to pozwolenie.
Kilka mniejszych dział okrętowych, pozyskanych z podnoszonych wraków, zostało ustawione w Lyness Interpretation Centre na wyspie Hoy jako część wystawy, dokumentującej historię Scapa Flow podczas obu wojen światowych. Pod koniec lat 50. XX wieku Wielka Brytania przekazała dowództwu Bundesmarine dzwony okrętowe, pochodzące z wraków „Bayern” i „Hindenburg”. W 1965 roku Niemcy otrzymali w darze kolejne dwa dzwony okrętowe, wydobyte z okrętów „Friedrich der Große” i krążownika liniowego „Derfflinger”. Obydwa zostały zawieszone w budynku Dowództwa Floty w Glücksburg-Meierwik.

## Lista internowanych okrętów i ich losy końcowe
Pancerniki
- „Kaiser” – zatonął o godz. 13.15, wydobyty w marcu 1929 roku i złomowany w Rosyth
- „Prinzregent Luitpold” – zatonął o godz. 13.15, wydobyty w marcu 1929 roku i złomowany w Rosyth
- „Friedrich der Große” – zatonął o godz. 12.16, wydobyty w 1937 roku i złomowany w Scapa Flow
- „Kaiserin” – zatonął o godz. 14.00, wydobyty w maju 1936 roku i złomowany w Rosyth
- „König Albert” – zatonął o godz. 12.54, wydobyty w lipcu 1935 roku i złomowany w Rosyth
- „König” – zatonął o godz. 14.00, nie podnoszony z dna
- „Großer Kurfürst” – zatonął o godz. 13.30, wydobyty w kwietniu 1933 roku i złomowany w Rosyth
- „Kronprinz” – zatonął o godz. 13.15, nie podnoszony z dna
- „Markgraf” – zatonął o godz. 16.45, nie podnoszony z dna
- „Bayern” – zatonął o godz. 14.30, wydobyty we wrześniu 1933 roku i złomowany w Rosyth
- „Baden” – osadzony na płyciźnie, przekazany Wielkiej Brytanii, zatopiony jako okręt-cel 16 sierpnia 1921 roku

Krążowniki liniowe
- „Von der Tann” – zatonął o godz. 14.15, wydobyty w grudniu 1930 roku i złomowany w Rosyth
- „Moltke” – zatonął o godz. 13.10, wydobyty w czerwcu 1927 roku i złomowany w Rosyth
- „Seydlitz” – zatonął o godz. 13.50, wydobyty w listopadzie 1928 roku i złomowany w Rosyth
- „Derfflinger” – zatonął o godz. 14.45, wydobyty w sierpniu 1939 roku, pozostawiony w Scapa Flow przez cały okres II wojny światowej i złomowany w Faslane w latach 1946-1948
- „Hindenburg” – zatonął o godz. 17.00, wydobyty w lipcu 1930 roku i złomowany w Rosyth

Krążowniki lekkie
- „Frankfurt” – osadzony na płyciźnie, przekazany Stanom Zjednoczonym, zatopiony jako okręt-cel dla lotnictwa 18 lipca 1921 roku
- „Karlsruhe” – zatonął o godz. 15.50, pozostawiony na dnie
- „Emden” – osadzony na płyciźnie, przekazany Francji, złomowany w Caen w 1926 roku
- „Nürnberg” – osiadł na mieliźnie, przekazany Wielkiej Brytanii, zatopiony jako okręt-cel 7 lipca 1922 roku
- „Cöln” – zatonął o godz. 13.50, pozostawiony na dnie
- „Dresden” – zatonął o godz. 13.50, pozostawiony na dnie
- „Brummer” – zatonął o godz. 13.05, pozostawiony na dnie
- „Bremse” – zatonął o godz. 14.30, wydobyty w listopadzie 1929 roku i złomowany w latach 1932-1933

Niszczyciele
- S 32 – zatonął, wydobyty w czerwcu 1925 roku, złomowany
- S 36 – zatonął, wydobyty w kwietniu 1925 roku, złomowany
- G 38 – zatonął, wydobyty we wrześniu 1924 roku, złomowany
- G 39 – zatonął, wydobyty w lipcu 1925 roku, złomowany
- G 40 – zatonął, wydobyty w lipcu 1925 roku, złomowany
- V 43 – osadzony na płyciźnie, przekazany Stanom Zjednoczonym, zatopiony jako okręt-cel w 1921 roku
- V 44 – osadzony na płyciźnie, przekazany Wielkiej Brytanii, złomowany w 1922 roku
- V 45 – zatonął, wydobyty w 1922 roku, złomowany
- V 46 – osadzony na płyciźnie, przekazany Francji, złomowany w 1924 roku
- S 49 – zatonął, wydobyty w grudniu 1924 roku, złomowany
- S 50 – zatonął, wydobyty w październiku 1924 roku, złomowany
- S 51 – osadzony na płyciźnie, przekazany Wielkiej Brytanii, złomowany w 1922 roku
- S 52 – zatonął, wydobyty w październiku 1924 roku, złomowany
- S 53 – zatonął, wydobyty w sierpniu 1924 roku, złomowany
- S 54 – zatonął, wydobyty we wrześniu 1921 roku, złomowany
- S 55 – zatonął, wydobyty w sierpniu 1924 roku, złomowany
- S 56 – zatonął, wydobyty w czerwcu 1925 roku, złomowany
- S 60 – osadzony na płyciźnie, przekazany Japonii, złomowany w 1922 roku
- S 65 – zatonął, wydobyty w maju 1922 roku, złomowany
- V 70 – zatonął, wydobyty w sierpniu 1924 roku, złomowany
- V 73 – osadzony na płyciźnie, przekazany Wielkiej Brytanii, złomowany w 1922 roku
- V 78 – zatonął, wydobyty we wrześniu 1925 roku, złomowany
- V 80 – osadzony na płyciźnie, przekazany Japonii, złomowany w 1922 roku
- V 81 – osadzony na płyciźnie, zatonął w 1922 roku podczas holowania do stoczni złomowej
- V 82 – osadzony na płyciźnie, przekazany Wielkiej Brytanii, złomowany w 1922 roku
- V 83 – zatonął, wydobyty w 1923 roku, złomowany
- G 86 – zatonął, wydobyty w lipcu 1925 roku, złomowany
- G 89 – zatonął, wydobyty w grudniu 1922 roku, złomowany
- G 91 – zatonął, wydobyty we wrześniu 1924 roku, złomowany
- G 92 – osadzony na płyciźnie, przekazany Wielkiej Brytanii, złomowany w 1922 roku
- V 100 – osadzony na płyciźnie, przekazany Francji, złomowany w 1921 roku
- G 101 – zatonął, wydobyty w kwietniu 1926 roku, złomowany
- G 102 – osadzony na płyciźnie, przekazany Stanom Zjednoczonym, zatopiony jako okręt-cel w 1921 roku
- G 103 – zatonął, wydobyty we wrześniu 1925 roku, złomowany
- G 104 – zatonął, wydobyty w kwietniu 1926 roku, złomowany
- B 109 – zatonął, wydobyty w marcu 1926 roku, złomowany
- B 110 – zatonął, wydobyty w grudniu 1925 roku, złomowany
- B 111 – zatonął, wydobyty w marcu 1926 roku, złomowany
- B 112 – zatonął, wydobyty w lutym 1926 roku, złomowany
- V 125 – osadzony na płyciźnie, przekazany Wielkiej Brytanii, złomowany w 1922 roku
- V 126 – osadzony na płyciźnie, przekazany Francji, złomowany w 1925 roku
- V 127 – osadzony na płyciźnie, przekazany Japonii, złomowany w 1922 roku
- V 128 – osadzony na płyciźnie, przekazany Wielkiej Brytanii, złomowany w 1922 roku
- V 129 – zatonął, wydobyty w sierpniu 1925 roku, złomowany
- S 131 – zatonął, wydobyty w sierpniu 1924 roku, złomowany
- S 132 – osadzony na płyciźnie, przekazany Stanom Zjednoczonym, zatopiony jako okręt-cel w 1921 roku
- S 136 – zatonął, wydobyty w kwietniu 1925 roku, złomowany
- S 137 – osadzony na płyciźnie, przekazany Wielkiej Brytanii, złomowany w 1922 roku
- S 138 – zatonął, wydobyty w maju 1925 roku, złomowany
- H 145 – zatonął, wydobyty w marcu 1925 roku, złomowany[26].

Następnego dnia po samozatopieniu okrętów Hochseeflotte do Scapa Flow przypłynął z Niemiec niszczyciel B 98, przewożący pocztę. Został on natychmiast zarekwirowany przez Brytyjczyków, jego załogę zaś odesłano do kraju. Ostatecznie jednostkę złomowano w 1920 roku.